# Vovce, Turka
Vovce (în ucraineană Вовче) este o comună în raionul Turka, regiunea Liov, Ucraina, formată numai din satul de reședință.

## Demografie
Componența lingvistică a comunei Vovce
     Ucraineană (99,83%)
     Alte limbi (0,17%)
Conform recensământului din 2001, majoritatea populației comunei Vovce era vorbitoare de ucraineană (99,83%), existând în minoritate și vorbitori de alte limbi.